# Reichsgau Sudetenland
Reichsgau Sudetenland a fost o diviziune administrativă a Germaniei naziste din 1939 până în 1945. Acesta cuprindea partea de nord a teritoriului Sudeților (Sudetenland), care a fost anexată de la Cehoslovacia conform Acordului de la Munchen din 30 septembrie 1938. Reichsgau⁠(d) a fost condus de fostul lider al Partidului German Sudet (Sudetendeutsche Partei, SdP), membru al Partidului Nazist, Konrad Henlein⁠(d), ca Gauleiter⁠(d) și Reichsstatthalter⁠(d). Din octombrie 1938 până în mai 1939, a fost subdiviziunea regională a Partidului Nazist în acea zonă, tot sub conducerea lui Henlein. Capitala administrativă a fost Reichenberg (Liberec).

## Istorie

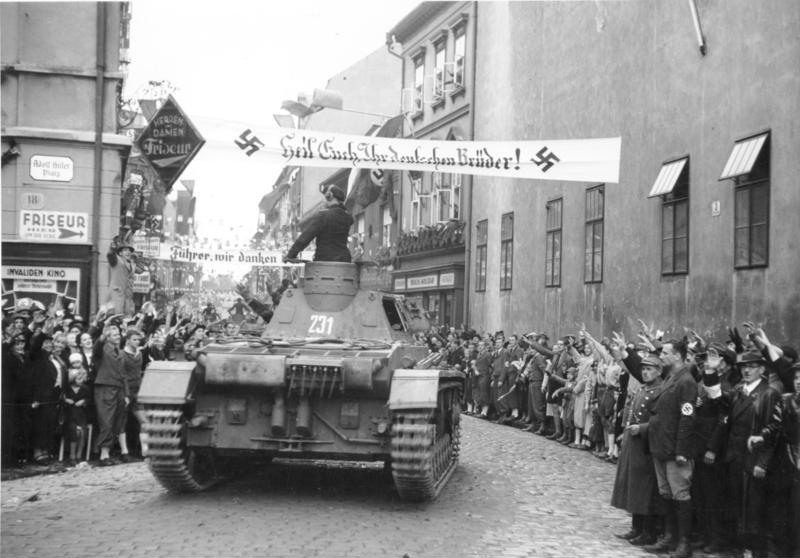
Etnicii germani din Komotau, Sudetenland, întâmpină soldații germani cu salutul nazist, 1938

În timpul ocupației germane a Cehoslovaciei, la 30 septembrie 1938, șefii de guvern ai Regatului Unit, Franței, Italiei și Germaniei au semnat Acordul de la München, care impunea cedarea Germaniei a regiunii Sudetenland. Reprezentanții cehoslovaci nu au fost invitați. La 1 octombrie, forțele invadatoare ale Wehrmacht au ocupat teritoriul. Noile granițe cehoslovaco-germane au fost stabilite oficial printr-un tratat la 21 noiembrie 1938. În consecință, Republica Cehoslovacă și-a pierdut aproximativ o treime din populație, cea mai importantă zonă industrială și, de asemenea, fortificațiile extinse de la graniță.
Inițial, armata germană (Heer) a înființat o administrație civilă. La 30 octombrie 1938, Konrad Henlein a fost numit Gauleiter⁠(d) și Reichskommissar al Sudetenland. Partidul German Sudet a fost dizolvat în Partidul Nazist, iar toate celelalte partide politice au fost interzise. Populația cehă a trebuit să accepte cetățenia germană sau a fost expulzată și mutată forțat în statul cehoslovac, care la rândul său, din 15 martie 1939, a fost ocupat de Germania și încorporat ca „Protectoratul Boemiei și Moraviei”.
După proclamarea Protectoratului Boemiei și Moraviei, Reichsgau a fost înființat oficial prin lege la 25 martie 1939, în vigoare de la 15 aprilie, granițele au fost ajustate și structura administrativă a fost fixată la 1 mai. Konrad Henlein⁠(d) a fost numit Reichsstatthalter⁠(d).  Capitala administrativă a fost Reichenberg (Liberec). Zone mai mici din răsărit, cum ar fi regiunea Hlučín, au fost cedate provinciei prusace Silesia, în timp ce teritoriile de vest și sudul Sudetenland au fost atașate diviziunii bavareze Gau Bayreuth⁠(d), precum și către două Reichsgaue⁠(d) austriece Oberdoau⁠(d) și Niederdonau⁠(d).
După înfrângerea Germaniei în al Doilea Război Mondial, statul cehoslovac a fost reînființat și populația germană din Sudetenland a fost expulzată.
Lagărul de concentrare Theresienstadt a fost înființat în Protectoratul Boemiei și Moraviei, lângă granița cu Reichsgau Sudetenland. A fost conceput pentru a aduna populația evreiască din Protectorat și a o muta treptat în lagărele de exterminare și a ținut, de asemenea, evreii din Europa de Vest și din Germania. Cu toate că nu a fost un lagăr de exterminare în sine, condițiile dure și neigienice au dus la moartea a 33.000 din cei 140.000 de evrei aduși în lagăr, în timp ce alți 88.000 au fost trimiși în lagăre de exterminare și doar 19.000 au supraviețuit.

## Gauleiter
- Konrad Henlein: 30 octombrie 1938 - 8 mai 1945

## Administrație

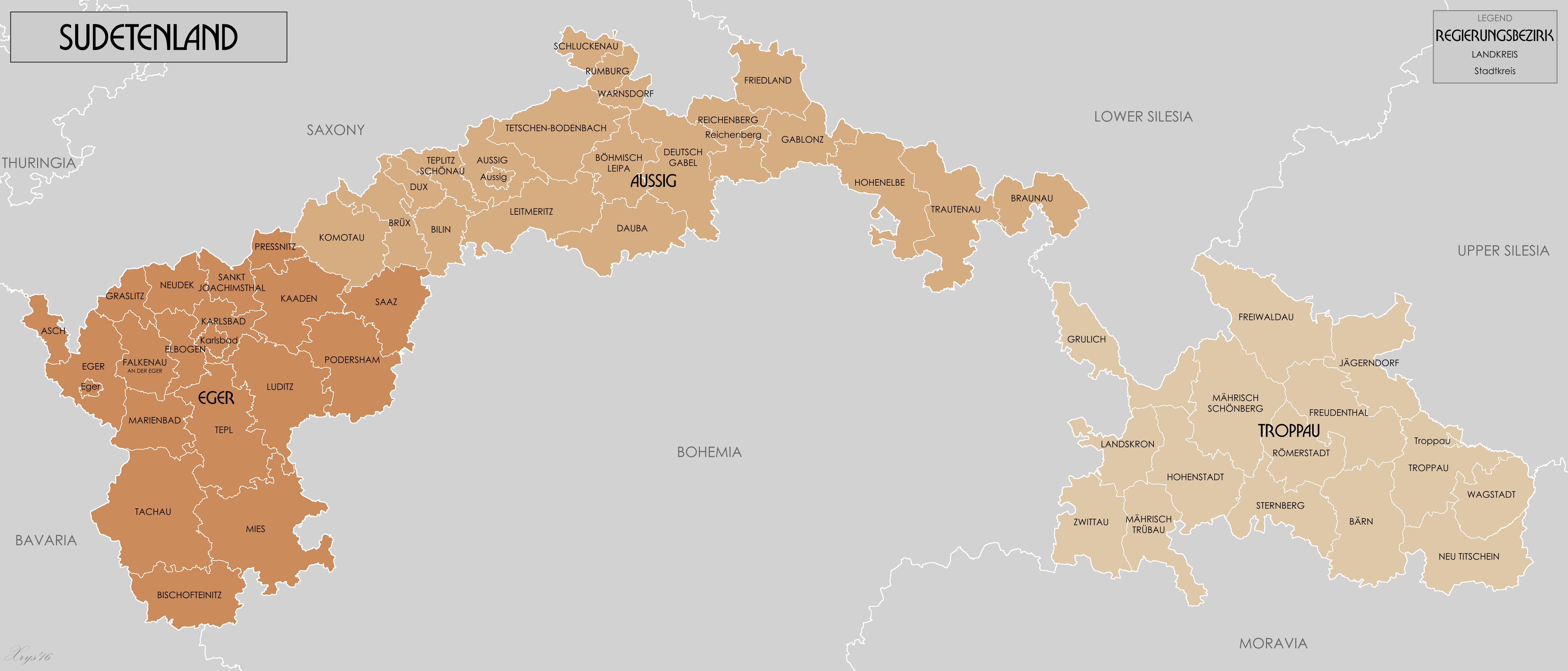
Divizii administrative

Reichsgau Sudetenland a fost împărțit în trei circumscripții guvernamentale Regierungsbezirke. Acestea au fost subdivizate în 58 de districte (Kreise), corespunzând în mare parte fostelor okrese cehoslovace:

### Regierungsbezirk Aussig⁠(d)
Președinte:
- 1939–1945: Hans Krebs

#### Districte urbane

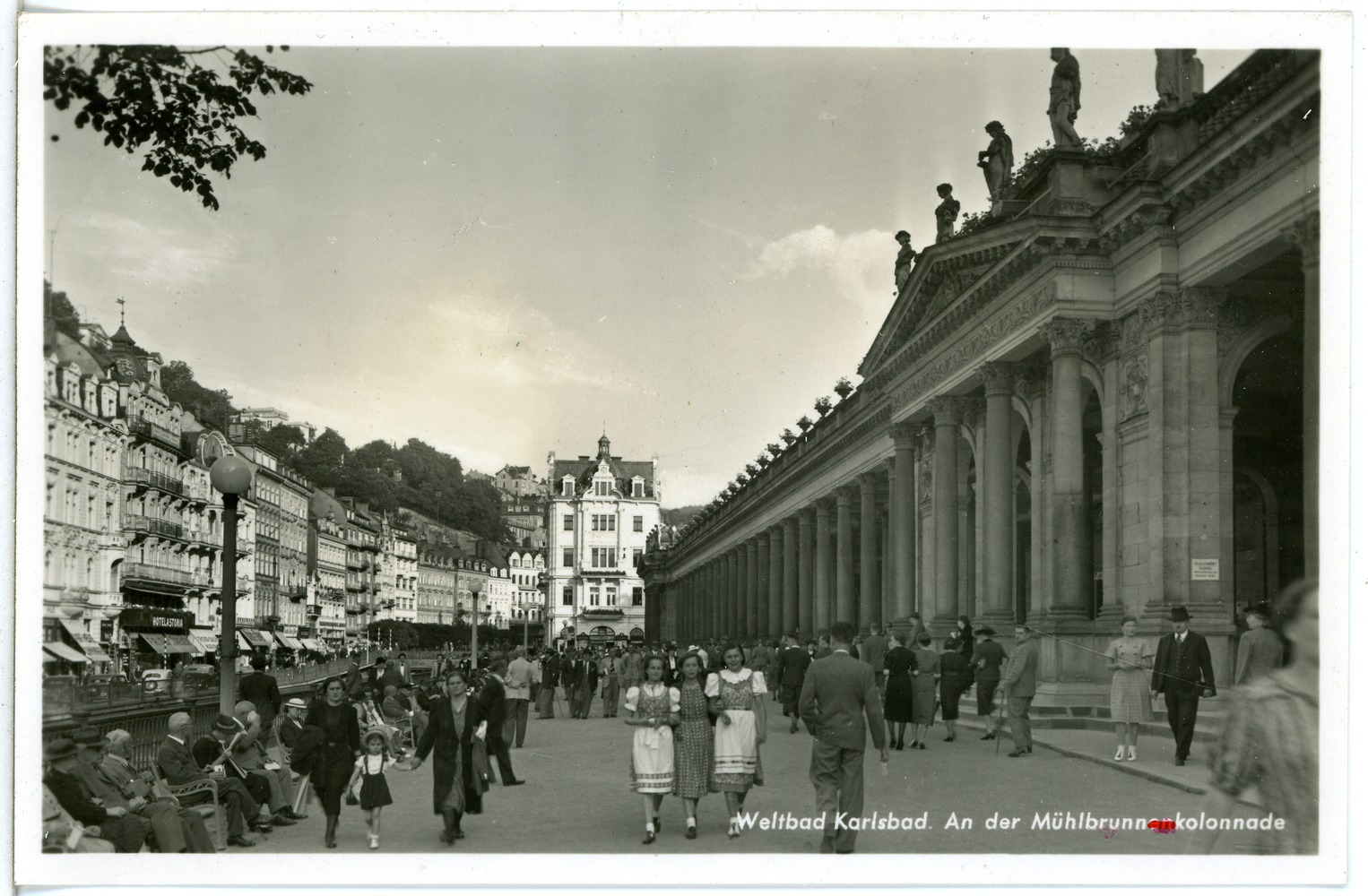
Karlsbad în 1941

1. Aussig
2. Reichenberg

#### Districte rurale
1. Aussig
2. Bilin
3. Böhmisch Leipa⁠(d)
4. Braunau
5. Brüx
6. Dauba
7. Deutsch Gabel⁠(d)
8. Dux⁠(d)
9. Friedland (Isergebirge)⁠(d)
10. Gablonz an der Neiße⁠(d)
11. Hohenelbe⁠(d)
12. Komotau
13. Leitmeritz
14. Reichenberg
15. Rumburg⁠(d)
16. Schluckenau⁠(d)
17. Teplitz-Schönau
18. Tetschen-Bodenbach
19. Trautenau
20. Warnsdorf⁠(d)

### Regierungsbezirk Eger⁠(d)
Președinte:
- 1939–1940: Wilhelm Sebekovsky
- 1940–1945: Karl Müller

#### Districte urbane
1. Eger
2. Karlsbad

#### Districte rurale
1. Asch
2. Bischofteinitz
3. Eger
4. Elbogen
5. Falkenau an der Eger
6. Graslitz⁠(d)
7. Kaaden⁠(d)
8. Karlsbad
9. Luditz⁠(d)
10. Marienbad
11. Mies⁠(d)
12. Neudek⁠(d)
13. Podersam⁠(d)
14. Preßnitz⁠(d)
15. Saaz
16. Sankt Joachimsthal
17. Tachau
18. Tepl⁠(d)

### Regierungsbezirk Troppau⁠(d)
Președinte:
- 1939–1943: Friedrich Zippelius
- 1943–1945: Karl Ferdinand Edler von der Planitz

#### Districte urbane
1. Troppau

#### Districte rurale
1. Hambar⁠(d)
2. Freiwaldau⁠(d)
3. Freudenthal⁠(d)
4. Grulich⁠(d)
5. Hohenstadt⁠(d)
6. Jägerndorf⁠(d)
7. Landskron⁠(d)
8. Mährisch Schönberg
9. Mährisch Trübau⁠(d)
10. Neu Titschein
11. Römerstadt⁠(d)
12. Sternberg⁠(d)
13. Troppau
14. Wagstadt⁠(d)
15. Zwittau